# Guerra y paz (ópera)
Guerra y paz (título original en ruso, Война и мир, Voiná i mir, Op. 91) es una ópera en dos partes (un prólogo y trece escenas), a veces arreglada para cinco actos, con música de Serguéi Prokófiev y libreto en ruso del propio compositor y Mira Mendelson, basándose en la novela del mismo nombre de León Tolstói.

## Historia

### Composición
El esquema original de M. Mendelson y Prokófiev para el libreto de la ópera tenía once escenas, y Prokófiev comenzó a componer la música en el verano de 1941, impulsado por la invasión alemana de la Unión Soviética que empezó el 22 de junio de 1941. El término «escenas lírico-dramáticas» del libreto muy apropiadamente sugiere tanto un homenaje a la ópera Eugenio Oneguin de Chaikovski como un énfasis en los individuos y sus emociones más que en la gran imagen de un país en guerra.
Una partitura para piano fue completada en el verano de 1942 (cambiando dos escenas de la versión original), y fue sometida al Comité soviético para las Artes. El Comité exigió que las escenas de la segunda parte (la Guerra) fueran más patrióticas y tuvieran mayor énfasis heroico. Prokófiev, que quería ver su obra maestra representada cuanto antes, añadió marchas, coros, y otros materiales a la segunda parte para satisfacer al comité. Además, compuso el Prólogo coral, que enfatiza el desafío del pueblo ruso frente al enemigo.

### Representaciones
Se hicieron planes para estrenarla en 1943 en el Teatro Bolshói de Moscú con dirección de Serguéi Eisenstein y dirección de Samuil Samosud. No se consiguió, si bien se produjo una representación privada de ocho escenas con acompañamiento para piano en el Centro de Actores de Moscú el 16 de octubre de 1944, y una representación pública en versión de concierto, con nueve escenas, dirigida por Samosud, tuvo lugar en el Gran Hall del Conservatorio de Moscú el 7 de junio de 1945. La primera representación escenificada fue de una versión ampliada en siete escenas más de la Parte 1 (lo que es ahora la escena 2, habiéndose añadido a sugerencia de Samosud), junto con la escena 8, la primera escena de la segunda parte. Tuvo lugar el 12 de junio de 1946 en el Teatro Maly de Leningrado, de nuevo con dirección de Samosud. La segunda parte, también con una escena adicional (escena 10), se iba a representar en julio de 1947, pero después del ensayo no se ofrecieron representaciones públicas, «por razones ajenas al control del teatro y del compositor».
Después del Decreto Zhdánov de febrero de 1948, Prokófiev comenzó a trabajar en una versión más reducida de la ópera, para un solo día, al tiempo que hizo varias revisiones del esquema original, aunque mantuvo la estructura de 13 escenas. Esta versión se interpretó por primera vez el 26 de mayo de 1953 en el Teatro Comunale, Florencia, dirigida por Artur Rodziński, dos meses después de la muerte del compositor. Las escenas 2 y 9, sin embargo, se omitieron. El estreno ruso de esta versión tuvo lugar en el Teatro Maly de Leningrado el 1 de abril de 1955, con dirección de Eduard Grikurov, omitiendo aquí las escenas 7 y 11. Las 13 escenas completas, pero con cortes, se llegaron a representar juntas el 8 de noviembre de 1957 en el Teatro Stanislavski-Nemiróvich-Dánchenko de Moscú, bajo la batuta de Alexander Shaverdov. El 15 de diciembre, de 1959, las trece escenas y el Prólogo fueron finalmente representados sin cortes, con dirección de Aleksandr Mélik-Pasháyev en el Teatro Bolshói de Moscú, aunque vino precedido en los Estados Unidos de una retransmisión de la NBC con Peter Herman Adler el 13 de enero de 1957.
Se estrenó en 1961 en Alemania —entonces Alemania Oriental— en Leipzig y en Croacia (Zagreb).
La primera representación en Gran Bretaña tuvo lugar en el Festival de Leeds en versión de concierto en el Leeds Town Hall el 19 de abril, de 1967 (director de orquesta Edward Downes). La primera representación escenificada en el teatro inglés tuvo lugar en la Sadlers’ Wells Opera el 11 de octubre de 1972.
En 1973 se estrenó en el Teatro Colón de Buenos Aires dirigida por Rudolf Vasata con puesta en escena de Karel Jernek y en Australia (la inauguración de la temporada en la Ópera de Sídney) en 1973.
Se estrenó en Estados Unidos con la Compañía de Ópera de Boston el 8 de mayo de 1974. En España se estrenó en el Gran Teatro del Liceo de Barcelona el 7 de diciembre de 1977. 
En febrero de 2002 se estrenó en el Metropolitan Opera de New York dirigida por Valery Gergiev con Anna Netrebko (debut en el Met), Dmitri Hvorostovsky, Samuel Ramey, Yelena Obraztsova, Gegam Grigorián, Serguéi Koptchak en la producción de Andréi Konchalovski coproducida por el Met y el Teatro Mariinski. Retornó en la temporada 2007–2008 bajo la dirección de Gérgiev y un nuevo elenco.
Esta ópera se representa poco; en las estadísticas de Operabase aparece la n.º 295 de las óperas representadas en el período 2005-2010, siendo la 25.ª en Rusia y la cuarta de Prokófiev, con 7 representaciones.

## Personajes
| Papel                                     | Tipo de voz | Moscú (1945)                      | Leningrado (1946)                | Florencia (1953)  | Leningrado (1955)    | NBC TV (1957)    | Moscú (1957)                 | Moscú (1959)        |
| Versión                                   | Versión     | Versión                           | Versión                          | Versión           | Versión              | Versión          | Versión                      | Versión             |
|                                           |             | 11 escenas (versión de concierto) | 8 escenas (versión escenificada) | 11 escenas        | 11 escenas           | 13 escenas       | 13 escenas (versión cortada) | 13 escenas          |
| ----------------------------------------- | ----------- | --------------------------------- | -------------------------------- | ----------------- | -------------------- | ---------------- | ---------------------------- | ------------------- |
| Príncipe Andréi Bolkonsky                 | barítono    | Andréi Ivanov                     | Serguéi Sháposhnikov             | Ettore Bastianini | Serguéi Sháposhnikov | Morley Meredith  | Shchabinsky                  | Yevgueni Kibkalo    |
| Natalya (Natasha) Rostova                 | soprano     | M. Nadion                         | Tatiana Lavrova                  | Rosanna Carteri   | Tatiana Lavrova      | Helena Scott     | Valentina Kayevchenko        | Galina Vishnévskaya |
| Conde Piotr (Pierre) Bezúhov              | tenor       |                                   | Olés Seménovych Chishkó          | Franco Corelli    | Glébov               | Davis Cunningham |                              | Vladímir Petrov     |
| Mariscal de Campo Príncipe Mijaíl Kutúzov | bajo        | Aleksandr Pirogov                 | Nikolái Butyaguin                | Italo Tajo        | Nikolái Butyaguin    |                  | Aleksandr Pirogov            | Alekséi Krivchenya  |

## Argumento

### Primera parte (Paz)
Se centra en la historia de amor entre el Príncipe Andréi Bolkonsky y Natasha Rostova. Acaba con la seducción de Natasha por parte de Anatole Kuraguin.
La Obertura o el Epígrafe normalmente precede a la acción
Escena 1: Después de anochecer, en el jardín de la finca del conde Rostov, mayo de 1806
Andréi, que es un invitado, está deprimido por la pérdida de su esposa.  Natasha, que no puede dormir tampoco, mira afuera desde su ventana y le dice a Sonia qué bello parece el jardín a la luz de la Luna, y Andréi recupera su ánimo.
Escena 2: Nochevieja, 1810
En un baile en San Petersburgo al que acude el zar Alejandro I de Rusia, Pierre anima a Andréi, quien se siente atraído por Natasha, a que la pida un baile.  Anatole, también atraído por ella, le pide a Hélène que se la presente. 
Escena 3: Casa en la ciudad del príncipe Nikolái, febrero de 1812
El conde Rostov y Natasha visitan la casa del príncipe Nikolái.  Es el padre de Andréi, con quien ella está prometida. Andréi ha estado fuera un año. La princesa María indica que su padre no los verá, y el conde Rostov se marcha. Sin embargo, el príncipe aparece, vestido excéntricamente y comportándose groseramente, y Natasha se da cuenta de que él no aprueba el matrimonio. 
Escena 4:  Casa moscovita de Pierre, mayo de 1812
Hélène le dice a Natasha que Anatole se siente atraído por ella, y, después de ciertas dudas, Natasha escucha su declaración de amor y se muestra conforme en encontrarse con él.
Escena 5: Apartamento de Dólojov, 12 de junio de 1812
Dólojov lo ha organizado todo para que su amigo Anatole se fugue con Natasha. El conductor de la diligencia Balaga, Dólojov y Anatole brindan por la escapada y por la amante del último, Matriosha.  
Escena 6: Más tarde esa noche
Natasha descubre que Sonia ha revelado su secreto a Madame Ajrósimova, con la que ellas se quedan. Gavrila echa a Anatole y Dólojov y Ajrósimova hace que Natasha llore.  Llega Pierre, revela que Anatole está casado, y se muestra conforme en pedir a Andréi que perdone a Natasha. Él tímidamente admite que también le gustaría casarse con ella si pudiera. Natasha hace las paces con Sonia.
Escena 7: Todavía más tarde
Hélène está entreteniendo a Anatole, Metivier y un Abbé.  Pierre, de regreso a casa, censura a Anatole y le exige que abandone Moscú inmediatamente. Él se muestra conforme, y Pierre se queda a solas para lamentar sus circunstancias.  Llega Denísov con la noticia de que Napoleón y su ejército han invadido Rusia. La guerra es inevitable.

### Segunda parte (Guerra)
Su tema principal es la resistencia rusa frente a las tropas napoleónicas en 1812. Andréi es herido en la guerra. Antes de morir, se reconcilia con Natasha.
El Epígrafe normalmente se interpreta aquí si no se usa a comienzos de la primera parte. 
Escena 8: Cerca de Borodinó, 25 de agosto de 1812
Entre preparativos para la defensa de Moscú, Andréi y Denísov discuten el uso de partisanos para dificultar la vida al ejército de Napoleón. Pierre, que quiere obsrvar la escena, llega, y se abraza con Andréi, quizá por última vez. El mariscal de campo Kutúzov ofrece a Andréi un puesto en su estado mayor, pero Andréi prefiere ir a la batalla con su propio regimiento. Comienza la batalla.
Escena 9: Más tarde ese día
Napoleón sopesa su posición, primero rechazando comprometer a más hombres, y luego mostrándose conforme. Una bala de cañón sin explotar cae a sus pies y él la aleja de una patada.
Escena 10: Dos días más tarde
Kutúzov y sus generales están celebrando un consejo de guerra en Filí, cerca de Smolensk.  El ejército correrá peligro si hay que defender Moscú hasta el final - pero si el ejército se retira, Moscú quedará a merced de los franceses.  Kutúzov decide que sólo retirándose, y sacrificando potencialmente Moscú, tendrán alguna esperanza de victoria. 
Escena 11: Arde Moscú
La ciudad está en llamas debido a que sus ciudadanos intentan evitar la rendición. Pierre queda atrapado entre algunos moscovitas, incluyendo al veterano Platón Karatáiev, quien es acusado por los franceses de avivar el fuego. Como el asilo y el teatro arden, los lunáticos y las actrices huyen - pero Napoleón debe admitir que el coraje del pueblo ha frustrado sus planes.
Escena 12: En la cabaña de un campesino en Mytischi
El herido príncipe Andréi delira, ha sido evacuado con los Rostov de Moscú.  Natasha, que no era consciente de que él se encontraba entre sus compañeros evacuados, lo visita.  Intenta disculparse por su conducta, pero de nuevo él le declara su amor, y cantan su felicidad mientras Natasha le confirma que vivirá.  Él se duerme, y su corazón deja de latir para siempre (expresado por un coro fuera de escena).
Escena 13: noviembre de 1812
En la carretera a Smolensk, el ejército francés en retirada escolta a un grupo de prisioneros a través de una tormenta de nieve.  Karatáiev no puede seguir el paso y le pegan un tiro, pero Pierre y los otros son rescatados por partisanos.  Denísov le dice a Pierre que Andréi ha muerto pero que Natasha vive y está bien.  Kutúzov y sus hombres se alegran de la victoria, y celebran la indomable voluntad del pueblo ruso.

## Discografía selecta
| Orquesta                         | Coro                               | Director              | Discográfica   | Año  | Formato |
| -------------------------------- | ---------------------------------- | --------------------- | -------------- | ---- | ------- |
| Orquesta del festival de Spoleto | Capilla Sinfónica Estatal de Rusia | Richard Hickox        | Chandos        | 1999 | CD      |
| Orquesta del Teatro Kirov        | Coro del Teatro Kirov              | Valeri Guérguiyev     | Philips        | 1992 | CD/DVD  |
| Orquesta de la Ópera de París    | Coro de la Ópera de París          | Gary Bertini          | TDK            | 2000 | DVD     |
| Orquesta Nacional de la ORTF     | Coro de la ORTF                    | Mstislav Rostropóvich | Atlantic/Erato | 1990 | CD      |